# Pterolophia ovipennis
Pterolophia ovipennis là một loài bọ cánh cứng trong họ Cerambycidae.